# سامی (سامی)
سامی شهری در شهرستان سامی در استان بانوا در بورکینافاسوی غربی است و جمعیت آن ۳۴۰ نفر است.